# Heinz Standenat
Heinz Standenat (* 5. August 1913 in Wien; † 1992; eigentlich Heinrich Standenat) war ein österreichischer Diplomat.

## Leben
Heinz Standenat war der Sohn von Ansy Hardung und Rudolf Standenat. Er war mit Inge Kichniawy verheiratet. Seine Kinder sind Yuri Wolfgang Standenat und Julika verehelichte Kruse. Heinrich Standenat studierte Rechtswissenschaft an der Universität Wien und der Universität Paris und wurde zum Doktor der Rechte promoviert. Nach 1945 war Heinrich Standenat freier Journalist und Mitarbeiter von Radio Wien. Er trat Ende 1947 in den auswärtigen Dienst und wurde bei der Wirtschaftlichen Verbindungsstelle Paris beschäftigt, als diese zur Botschaft aufgewertet wurde, war er dort Vertrauensmann der Sozialisten und bei der österreichischen Delegation bei der OECD. Ab 1955 leitete er die Abteilung multilaterale Wirtschaftsbeziehungen im Außenministerium und verhandelte den Vertrag für Kohle und Stahl zwischen der EU und Österreich. Von 1958 bis 1962 war er Botschafter in Kairo und war bei den Regierungen in Karthum und Addis Abeba mitakkreditiert. Von 1962 bis 1965 leitete er die wirtschaftspolitischen Sektion im Bundesministerium für Auswärtige Angelegenheiten. Von 1965 bis 1968 war er Botschafter in Madrid.
Von 1968 bis 1972 war er erneut Botschafter in Kairo und bei den Regierungen von Aden, Volksdemokratische Republik Jemen von Somalia und Sudan akkreditiert. Von 1975 bis 1978 war er Botschafter in Moskau. Sein Grab befindet sich am Wiener Zentralfriedhof.